# دارين باترسون
دارين باترسون (بالإنجليزية: Darren Patterson)‏ (15 أكتوبر 1969 في المملكة المتحدة - ) هو مدرب كرة قدم ولاعب كرة قدم بريطاني في مركز الدفاع. شارك مع منتخب أيرلندا الشمالية تحت 21 سنة لكرة القدم ومنتخب إيرلندا الشمالية لكرة القدم من الدرجة الثانية ‏ ومنتخب أيرلندا الشمالية لكرة القدم. أما مع النوادي، فقد لعب مع أكسفورد يونايتد وبريستون نورث إيند ودندي يونايتد وكريستال بالاس ونادي لوتون تاون ونادي يورك سيتي ووست بروميتش ألبيون وويغان أتلتيك.

## وصلات خارجية
- دارين باترسون على موقع الاتحاد الدولي (مؤرشف)  (الإنجليزية)
- دارين باترسون على موقع قاعدة بيانات كرة القدم.إي يو (الإنجليزية)
- دارين باترسون على موقع ناشيونال فوتبول تيمز (الإنجليزية)
- دارين باترسون على موقع Soccerbase.com (لاعب) (الإنجليزية)
- دارين باترسون على موقع Soccerbase.com (مدرب) (الإنجليزية)
- دارين باترسون على موقع عالم كرة القدم.نت (الإنجليزية)